# Црна Гора на Европском првенству у атлетици у дворани 2017.
Црна Гора је учествовала на 34. Европском првенству у дворани 2017. одржаном у Београду, Србија, од 3. до 5. марта. Ово је друго Европско првенство у дворани од када Црна Гора учествује самостално под овим именом.
Репрезентацију Црне Горе представљало је двоје спортиста (1 мушкарац и 1 жена) који су се такмичили у 2 дисциплине (1 мушка и 1 женска).
Представници Црне Горе на овом првенству нису освојили неку медаљу, нити су оборили неки рекорд.

## Учесници
| Бр. | Дисциплина | Мушкарци    | Жене           | Укупно |
| --- | ---------- | ----------- | -------------- | ------ |
| 1   | Седмобој   | Дарко Пешић |                | 1      |
| 2   | Скок увис  |             | Марија Вуковић | 1      |
|     | Укупно (2) | 1           | 1              | 2      |

## Резултати

### Мушкарци
| Дисциплина   | Дарко Пешић | Дарко Пешић | Дарко Пешић | Дарко Пешић | Дарко Пешић | Дарко Пешић |
| Дисциплина   | Лич. рек.   | Рез.        | Бод.        | Плас.       | Укупно бод. | Пласман     |
| ------------ | ----------- | ----------- | ----------- | ----------- | ----------- | ----------- |
| 60 м         | 7,20        | 7,22        | 806         | 15.         | 806         | 15.         |
| Скок удаљ    | 7,10        | 7,12 ЛР     | 842         | 10.         | 1.648       | 12.         |
| Бацање кугле | 15,99       | 16,08       | 856         | 1.          | 2.504       | 8.          |
| Скок увис    | 2,02        | 2,01 ЛРС    | 813         | 9.          | 3.317       | 8.          |
| 60 препоне   | 8,30        | 7,99 ЛР     | 984         | 5.          | 4.301       | 5.          |
| Скок мотком  | 4,72        | 4,60        | 790         | 12.         | 5.091       | 11.         |
| 1.000 м      | 2:41,17     | 2:38,23 ЛР  | 893         | 1.          | 5.984       | 6.          |
| Укупно       | 5.729       | -           |             |             | 5.984 НР    | 6 / 14 (16) |

### Жене
| Атлетичарka    | Дисциплина | Лични рекорд | Квалификације | Квалификације | Полуфинале | Полуфинале | Финале                | Финале  | Детаљи |
| Атлетичарka    | Дисциплина | Лични рекорд | Резултат      | Место         | Резултат   | Место      | Резултат              | Место   | Детаљи |
| -------------- | ---------- | ------------ | ------------- | ------------- | ---------- | ---------- | --------------------- | ------- | ------ |
| Марија Вуковић | Скок увис  | 1,89 НР      | 1,86          | 17.           |            |            | Није се квалификовала | 17 / 21 |        |